# Las Latas, Zapotlanejo
Las Latas är en ort i Mexiko.   Den ligger i kommunen Zapotlanejo och delstaten Jalisco, i den centrala delen av landet, 400 km väster om huvudstaden Mexico City. Las Latas ligger 1 914 meter över havet och antalet invånare är 138.
Terrängen runt Las Latas är kuperad åt sydväst, men åt nordost är den platt. Las Latas ligger uppe på en höjd. Runt Las Latas är det ganska tätbefolkat, med 75 invånare per kvadratkilometer. Närmaste större samhälle är Zapotlanejo, 11,3 km väster om Las Latas. I omgivningarna runt Las Latas växer huvudsakligen savannskog.